# Antonio Marchesano
Antonio Marchesano Costa (Montevideo, 7 de noviembre de 1930-Montevideo, 24 de enero de 2019) fue un abogado y político uruguayo, perteneciente al Partido Colorado.

## Biografía
Graduado como abogado en la Universidad de la República en 1960. Fundó un estudio de abogados.
Fue militante de la Lista 15, y en las elecciones de 1962 fue elegido miembro de la Junta Electoral de Montevideo. Cuatro años después obtuvo una banca de diputado por este departamento, banca que reconquistó en las elecciones de 1971, y que ocupó hasta el Golpe de Estado del 27 de junio de 1973.
En los comicios de 1984, que marcaron el final de la dictadura militar, volvió a ser electo diputado. En febrero de 1985, sus pares lo eligieron como Presidente de la Cámara de Diputados para el primer año de la primera Legislatura tras la restauración democrática. Ejerció dicha presidencia hasta febrero de 1986. Poco después, en abril de ese año, el presidente Julio María Sanguinetti lo designó ministro del Interior, cargo que ocupó durante tres años, hasta julio de 1989. Retornó entonces a su banca de diputado, la que ocupó hasta 1990, retirándose luego de la vida política.